# SC Sopron
Az SC Sopron, egy soproni csapat, amely 2018-ban alakult, miután a Soproni VSE nem kapott licencet a bajnokságban való indulásra. Jelenleg a 2024/2025-ös szezonban, az NB III. Észak-Nyugati csoportjában szerepel.

## Története
A 2018-ban alakult klub az első idényét a megye I-ben kezdte, ahol bronzérmes lett. A következő szezonban az első helyen volt amikor a koronavírus-járvány miatt félbeszakadt a bajnokság, de vállalta az NB III-ban való indulást.

## Bajnoki eredmények
| Szezon  | Osztály | Bajnokság | Helyezés | Kupa      |
| ------- | ------- | --------- | -------- | --------- |
| 2024–25 | 3       | NB III    | 10.      |           |
| 2023–24 | 3       | NB III    | 10.      |           |
| 2022–23 | 4       | megye I   | 2.       |           |
| 2021–22 | 3       | NB III    | 18.      |           |
| 2020–21 | 3       | NB III    | 6.       | 6.forduló |
| 2019–20 | 4       | megye I   | 1.       |           |
| 2018–19 | 4       | megye I   | 3.       |           |

## Játékoskeret
frissítve: 2020.március 15.
| # |     | Poszt | Név               |
| - | --- | ----- | ----------------- |
|   | HUN | KP    | Boda Adrián       |
|   | HUN | KP    | Gere Richárd      |
|   | HUN | KP    | Kocsis Csaba      |
|   | HUN | KP    | Krizsonits Mátyás |
|   | HUN | KP    | Purt Patrik       |
|   | HUN | KP    | Holzmann Patrik   |
|   | HUN | KP    | Kocsis Ármin      |
|   | HUN | KP    | Jánó Zalán        |
|   | HUN | KP    | Kádár Richárd     |
|   | HUN | KP    | Ábrahám Ábel      |
|   | HUN | KP    | Horváth Dominik   |
|   | HUN | KP    | Baranyai Norbert  |
|   | HUN | KP    | Gáncs Gergő       |

| # |     | Poszt | Név             |
| - | --- | ----- | --------------- |
|   | HUN | KP    | Harangozó Bence |
|   | HUN | KP    | Honyák Máté     |
|   | HUN | KP    | Törkei Amand    |
|   | HUN | KP    | Tóth Adrián     |
|   | HUN | KP    | Pátkai Zsolt    |
|   | HUN | K     | Garab Gábor     |
|   | HUN | K     | Tóth Olivér     |
|   | HUN | K     | Vörös Barnabás  |
|   | HUN | KP    | Galambos Dániel |
|   | HUN | KP    | Erdősi Dominik  |
|   | HUN | KP    | Kalmár Dominik  |